# Macheng (köpinghuvudort i Kina, Hubei Sheng, lat 30,91, long 112,29)
Macheng är en köpinghuvudort i Kina. Den ligger i provinsen Hubei, i den centrala delen av landet, omkring 190 kilometer väster om provinshuvudstaden Wuhan. Antalet invånare är 23 508. Befolkningen består av 11 278 kvinnor och 12 230 män. Barn under 15 år utgör 12,0 %, vuxna 15-64 år 77 %, och äldre över 65 år 9,0 %.
Runt Macheng är det tätbefolkat, med 266 invånare per kvadratkilometer. Närmaste större samhälle är Duodaoshi, 11,6 km nordväst om Macheng. Trakten runt Macheng består till största delen av jordbruksmark.
Genomsnittlig årsnederbörd är 1 107 millimeter. Den regnigaste månaden är maj, med i genomsnitt 159 mm nederbörd, och den torraste är december, med 14 mm nederbörd.